# Kastanjekronad trupial
Kastanjekronad trupial (Chrysomus ruficapillus) är en tätting i familjen trupialer förekommande i östra delar av Sydamerika.

## Kännetecken

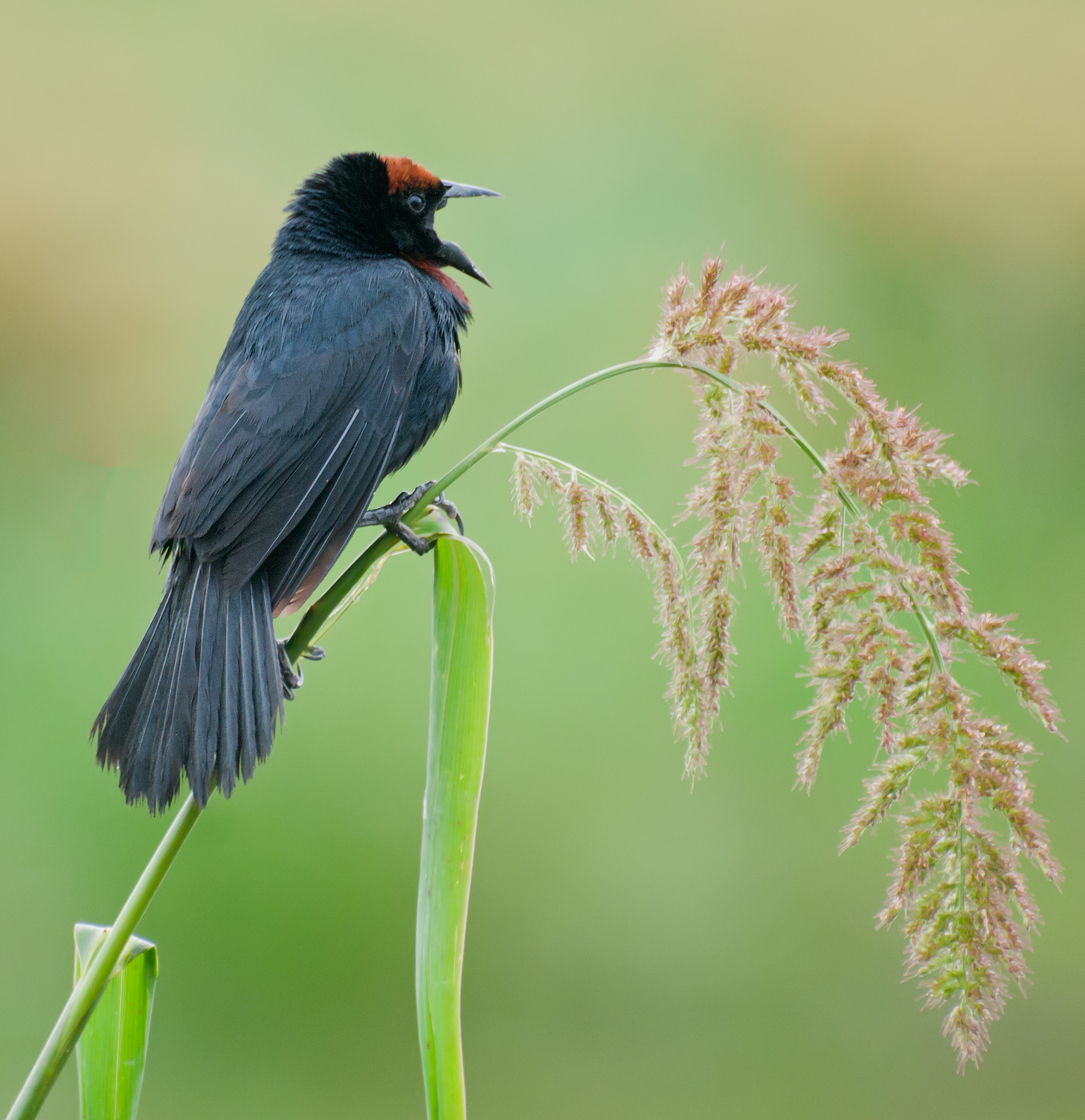

Kastanjekronad trupial är en 18,5 centimeter lång fågel. Hanen är mestadels glänsande svart, men omisskännlig med sin unikt kastanjefärgade krona och haka. Färgen kan dock vara svår att se i dåligt ljus. Honan är mycket mer neutralt tecknad. Ovansidan är olivbrun i botten med svarta streck, undersidan likaså förutom tydligt rödbrun strupe och bröst.

## Ekologi och beteende
Fågeln förekommer sällan långt från vatten i vassområden i våtmarker, runt sjöar och i risfält, sällan långt från vatten. Kastanjekronad trupial är en social fågel under alla årstider, men framför allt under hösten. Till och med under häckning lever den delvis i kolonier.

## Systematik och utbredning
Kastanjekronad trupial förekommer i östra Sydamerika och delas in i två underarter med följande utbredning:
- Chrysomus ruficapillus frontalis – Franska Guyana och östra Brasilien
- Chrysomus ruficapillus ruficapillus – sydöstra Bolivia till Paraguay, södra Brasilien, Uruguay och norra Argentina

Ungefärligt utbredningsområde för kastanjekronad trupial

Kastanjekronad trupial delar släkte med gulhuvad trupial (C. icterocephalus). Tillsammans är de närmast släkt med saffranstrupial (Xanthopsar flavus) och de arterna i Pseudoleistes, gulgumpad och gulbukig trupial.

## Status och hot
Arten beskrivs som sparsam till lokalt vanlig, framför allt i Rio Grande do Sul i Brasilien där den växande risodlingen tros vara bidragande. IUCN kategoriserar arten som livskraftig. Världspopulationen har inte uppskattats, men den beskrivs som vanligt förekommande.

## Namn
Fågeln har på svenska även kallats rödkronad trupial.